# Rivière Colas
Pour les articles homonymes, voir Colas.
La rivière Colas est un cours d'eau de Guadeloupe si sur l'île de Basse-Terre. 

## Géographie
Elle prend sa source au morne à Louis et trouve son embouchure en mer des Caraïbes à l'anse Colas entre la pointe Colas et la pointe à Zombi après un cours d'environ 4 km. 
Elle traverse la route de la Traversée ainsi que la nationale 2 et marque la limite du territoire communal de Bouillante avec celui de Pointe-Noire au nord.